# باري ماهي
باري ماهي (بالإنجليزية: Barry Mahy)‏ هو لاعب كرة قدم أمريكي في مركز ظهير ‏، ولد في 21 يناير 1942 في دونكاستر في المملكة المتحدة، وتوفي في 1 أكتوبر 2020. شارك مع منتخب الولايات المتحدة لكرة القدم ومنتخب غيرنسي لكرة القدم. أما مع النوادي، فقد لعب مع سكونثورب يونايتد ونيويورك كوسموس.

## وصلات خارجية
- باري ماهي على موقع قاعدة بيانات كرة القدم.إي يو (الإنجليزية)
- باري ماهي على موقع ناشيونال فوتبول تيمز (الإنجليزية)